# Paco Cinematografica
La Paco Cinematografica è una casa di produzione cinematografica italiana.

## Storia
La Paco Cinematografica viene fondata nel 2003 da Isabella Cocuzza e da Arturo Paglia. Tra il 2003 e il 2004 la società produce alcuni documentari mentre tra il 2005 e il 2006 realizza tre lungometraggi: Padiglione 22, Lettere dalla Sicilia e Cover-boy, quest'ultimo diretto da Carmine Amoroso e che attira l'attenzione della critica.
Nel 2010 la casa produce l'opera prima di Rocco Papaleo, Basilicata coast to coast, con Alessandro Gassman, Paolo Briguglia, Max Gazzè e Giovanna Mezzogiorno.
Nel 2011 Paco Cinematografica produce Scossa, un film incentrato sul terremoto di Messina del 1908 e suddiviso in quattro episodi scritti e diretti da Giorgio Arlorio, Ugo Gregoretti, Carlo Lizzani, Citto Maselli e Nino Russo.
Nel 2013 la società produce il suo primo film con un cast internazionale: La migliore offerta, scritto e diretto da Giuseppe Tornatore, con Geoffrey Rush, Jim Sturgess, Sylvia Hoeks e Donald Sutherland.
Sempre nel 2013 Paco realizza Una piccola impresa meridionale, secondo lavoro da regista di Rocco Papaleo, con Riccardo Scamarcio, Barbora Bobuľová e Rocco Papaleo distribuito da Warner Bros. Pictures Italia nell'autunno 2013.
Nel 2015 è la volta de La prima luce di Vincenzo Marra, interpretato da Riccardo Scamarcio e da Daniela Ramirez, girato in italiano e in spagnolo, tra Italia e Cile. Lo stesso anno Paco e Rai Cinema realizzano La corrispondenza di Giuseppe Tornatore, con Jeremy Irons e Olga Kurilenko. Nel 2015 la Paco realizza La stoffa dei sogni di Gianfranco Cabiddu con un cast corale che vede protagonisti Sergio Rubini e Ennio Fantastichini.
Nel 2016 Paco distribuisce nelle sale italiane in collaborazione con Academy Two A girl walks home alone at night opera prima di Ana Lily Amirpour. Sempre nel 2016 la società produce Non è un paese per giovani di Giovanni Veronesi, girato tra Italia e Cuba. L'anno successivo coproduce con la Neo Art Producciones Nove lune e mezza, opera prima di Michela Andreozzi.
Nel 2018 Paco produce Il flauto magico di Piazza Vittorio di Mario Tronco e Gianfranco Cabiddu. Il 18 ottobre 2018, distribuito da Vision Distribution, arriva sul grande schermo In viaggio con Adele, opera prima di Alessandro Capitani con Alessandro Haber e Sara Serraiocco. Nello stesso anno esce in sala Cosa fai a Capodanno?, opera prima di Filippo Bologna, una black comedy con un cast corale composto da Luca Argentero, Ilenia Pastorelli, Alessandro Haber, Isabella Ferrari, Vittoria Puccini, Riccardo Scamarcio e Valentina Lodovini.
Nel 2019 la società realizza Mio fratello rincorre i dinosauri, scritto da Fabio Bonifacci con la collaborazione di Giacomo Mazzariol, autore dell'omonimo libro (edito da Einaudi). Nel 2019 la società porta in sala anche Brave ragazze, seconda regia di Michela Andreozzi. Successivamente Paco distribuisce il film di animazione Deep - Un'avventura in fondo al mare. Nel 2019 l'azienda realizza Il talento del calabrone; opera prima diretta da Giacomo Cimini, sceneggiatore del progetto insieme a Lorenzo Collalti. Il film ha come protagonisti Sergio Castellitto, Lorenzo Richelmy e Anna Foglietta ed è stato distribuito a novembre 2020 su Amazon Prime Video.
Nel 2020 la società avvia le riprese di tre nuovi prodotti cinematografici: Il silenzio grande di Alessandro Gassmann, Genitori vs influencer di Michela Andreozzi e I cassamortari di Claudio Amendola. Il film diretto dalla Andreozzi viene trasmesso il 4 aprile 2021 su Sky Cinema e in streaming su Now TV mentre il lungometraggio di Alessandro Gassmann viene presentato in anteprima alle Giornate degli Autori della 78ª Mostra Internazionale d'Arte Cinematografica di Venezia ed esce in sala il 16 settembre 2021.
Nel 2021 la Paco Cinematografica produce la seconda opera di Stefano Cipani che, dopo il successo di Mio fratello rincorre i Dinosauri, torna dietro la macchina da presa con Educazione Fisica, opera interpretata da Angela Finocchiaro, Giovanna Mezzogiorno, Raffaella Rea, Sergio Rubini e Claudio Santamaria. Il film è tratto dal testo teatrale La Palestra di Giorgio Scianna e la sceneggiatura è firmata da Fabio e Damiano D’Innocenzo. Il film è stato presentato alla 17ª edizione della Festa del Cinema di Roma nella sezione Gran Public.
Nell'ottobre 2022 al via le riprese di Dostoevskij, prima serie tv scritta e diretta dai Fratelli D'Innocenzo. La serie, in sei episodi di cui i Fratelli D'Innocenzo sono anche sceneggiatori, è una in-house production Sky Studios prodotta con Paco Cinematografica. Protagonista Filippo Timi e con Gabriel Montesi, Carlotta Gamba, Federico Vanni. La serie è uscita su Sky e in streaming su NOW in tutti i paesi in cui Sky è presente, compresi Regno Unito, Irlanda, Italia, Germania, Austria e Svizzera. Nel 2023 la società realizza le riprese di tre nuovi progetti: Napoli-New York, diretto dal premio Oscar Gabriele Salvatores, AriCassamortari, sequel de I Cassamortari, di Claudio Amendola, e la commedia/road movie al femminile AmichemAi, interpretata da Angela Finocchiaro e Serra Yilmaz, che sancisce il ritorno dietro la macchina da presa di Maurizio Nichetti. AmichemAi viene presentato nella sezione Zibaldone del 42° Torino Film Festival. Napoli - New York si aggiudica due David di Donatello durante la 70esima edizione (David Giovani e Migliori Effetti Visivi a Victor Perez).  
Nel 2024 Paco è impegnata nelle riprese di Strike - Figli di un'era sbagliata, opera prima scritta, diretta e interpretata da Gabriele Berti, Giovanni Nasta e Diego Tricarico, giovani autori under 35. Nel film anche Massimo Ceccherini, Matilde Gioli, Lorenzo Zurzolo e Caterina Guzzanti.  
Nel 2025, invece, la società produce Unicorni, dramedy famigliare diretto da Michela Andreozzi, con Edoardo Pesce, Valentina Lodovini e, per la prima volta sullo schermo, Daniele Scardini. Unicorni apre la 55esima edizione del Giffoni Film Festival. Attualmente la Paco è impegnata nelle riprese di E' andata così, diretto da Gianni Zanasi, con Michele Riondino, Valentina Lodovini, Valerio Mastandrea e Leonardo Lidi. Il film è prodotto da Pupkin Production S.r.l., Paco Cinematografica S.r.l., Vision Distribution S.p.A., Neo Art Producciones S.L., A.B. Film S.h.p.k.. 

## Produzioni

### Cinema
- Lettere dalla Sicilia, regia di Manuel Giliberti (2006)
- Padiglione 22, regia di Livio Bordone (2006)
- Cover-boy, regia di Carmine Amoroso (2006)
- Basilicata Coast to Coast, regia di Rocco Papaleo (2010)
- Scossa, regia collettiva (2011)
- La migliore offerta, regia di Giuseppe Tornatore (2013)
- Una piccola impresa meridionale, regia di Rocco Papaleo (2013)
- La prima luce, regia di Vincenzo Marra (2015)
- La corrispondenza, regia di Giuseppe Tornatore (2016)
- La stoffa dei sogni, regia di Gianfranco Cabiddu (2016)
- Non è un paese per giovani, regia di Giovanni Veronesi (2017)
- Nove lune e mezza, regia di Michela Andreozzi (2017)
- In viaggio con Adele, regia di Alessandro Capitani (2018)
- Il flauto magico di Piazza Vittorio, regia di Gianfranco Cabiddu e Mario Tronco (2018)
- Cosa fai a Capodanno?, regia di Filippo Bologna (2018)
- Mio fratello rincorre i dinosauri, regia di Stefano Cipani (2019)
- Brave ragazze, regia di Michela Andreozzi (2019)
- Il talento del calabrone, regia di Giacomo Cimini (2020)
- Genitori vs influencer, regia di Michela Andreozzi (2021)
- Il silenzio grande, regia di Alessandro Gassmann (2021)
- I cassamortari, regia di Claudio Amendola (2022)
- Educazione fisica, regia di Stefano Cipani (2022)
- Una gran voglia di vivere, regia di Michela Andreozzi (2023)
- Napoli - New York, regia di Gabriele Salvatores (2024)
- AmichemAi, regia di Maurizio Nichetti (2025)
- Unicorni, regia di Michela Andreozzi (2025)

### Televisione
- Dostoevskij, regia di Damiano e Fabio D'Innocenzo – miniserie TV (2024)

## Distribuzioni
- 2016 A girl walks home alone at night
- 2017 Deep-un'avventura in fondo al mare